# Hybolasius lanipes
Hybolasius lanipes là một loài bọ cánh cứng trong họ Cerambycidae.